# Friday the 13th (игра, 1989)
«Пятница, 13» (англ. Friday the 13th) — игра, разработанная Atlus и изданная LJN для NES. Сюжет основан на одноименной хоррор франшизе. Главными героями являются вожатые лагеря «Хрустальное озеро», которые пытаются победить Джейсона Вурхиза. Игра получила в целом негативные отзывы. В основном критиковали высокую сложность и плохой геймплей.

## Геймплей
На протяжении всей игры, игрок управляет одним из 6 вожатых лагеря Хрустальное озеро. Цель игры — пережить три дня и три ночи в лагере, пытаясь найти и убить маньяка Джейсона Вурхиза. Игра начинается у дугообразной вывески. Игрок побывает в хижинах, на озере и даже в пещере. Во всех локациях (кроме хижин) есть мини-враги: зомби, вороны и волки. Игрок может использовать различное оружие, которое он находит по ходу развития сюжета.
Секундомер появляется в определённое время — игрок должен найти Джейсона раньше, чем тот убьёт ребёнка или другого вожатого. Чтобы найти Джейсона или наоборот сбежать от него, игрок может использовать карту. Вы проваливаете задание, если не найдёте Джейсона раньше, чем выйдет время.
Иногда Джейсон может появляться на вашем пути и нападать на персонажа. Также Вурхис появляется на уровне на берегу озера. Чаще всего встреча с Джейсоном происходит в хижинах. Игрок может зажигать лампы внутри домиков, и тогда Вурхис не сможет зайти внутрь.
Кроме того, одним из главных боссов игры является мать Джейсона — когда Вы попадаете в хижину маньяка, там находится голова женщины, которая летает по комнате, пытаясь Вас убить.

## Разработка
Игра является адаптацией одноименной кинофраншизы, была разработана компанией Atlus и издана LJN для игровой приставки Nintendo Entertainment System. Музыка и звуковые эффекты были разработаны Хирохико Такаямой. Friday the 13th была выпущена в феврале 1989 года в рамках программы LJN по созданию видеоигр по лицензиям.

## Отзывы
По мнению большинства критиков игра вышла провальной.
Game Informer включил её в список самых худших хоррор-игр. Энди Слэвин назвал её «слабым переводом фильма в игровой жанр». Мэтт Грандстафф из студенческой газеты Michigan Daily сказал, что «игре нечего предложить игроку». GamePro внесли игру в 10 худших, созданных по мотивам фильмов, негативно высказываясь о «слабом музыкальном оформлении и отвратительном геймплее».
Микель Репараз из GamesRadar+ сказал, что «только компания LJN додумается использовать подобные рвотные цвета в дизайне игры, делая Джейсона Вурхиса ещё более 1980-сятническим». Писатель Кристофер Грант сказал, что «игра вышла даже хуже, чем сцены смертей в первом фильме», назвав саму игру «ужасной» (англ. craptacular). Леви Бушэнан из IGN привёл игру в качестве доказательства несостоятельности компании LJN, как разработчика видеоигр.
В книге Vintage Games: An Insider Look At The History Of Grand Theft Auto, Super Mario & The Most Influential Games Of All Time основной претензией стало то, что игра совсем нестрашная из-за того, как она была сделана в техническом плане. Авторы из Nintendo Power поставили игру на 6 место в списке самых худших видеоигр всех времён в сентябрьском выпуске за 1997 года: «После нескольких минут игры, ты готов на всё, лишь бы это закончилось». Джеймс Рэнсом-Уайли из Joystiq заметил, что «это игра, которую всем нравится ненавидеть».
Как бы там ни было, по мнению Daily News Of Los Angeles, игра стала хитом.
Игра была крайне отрицательно оценена критиком видеоигр Angry Video Game Nerd.